# Arue (Landas)
 Arue  (en occitano Arua) es una población y comuna francesa, situada en la región de Aquitania, departamento de Landas, en el distrito de Mont-de-Marsan y cantón de Roquefort.

## Demografía
| 471 | 425 | 347 | 294 | 290 | 286 |
| Para los censos de 1962 a 1999 la población legal corresponde a la población sin duplicidades (Fuente: INSEE [Consultar]) |     |     |     |     |     |